# (13815) Furuya
(13815) Furuya (1998 YF7) – planetoida z pasa głównego asteroid okrążająca Słońce w ciągu 5,74 lat w średniej odległości 3,2 j.a. Odkryta 22 grudnia 1998 roku.